# NOV (常盤薬品工業)
ノブ（NOV）とは、ノエビアホールディングス傘下の常盤薬品工業が販売する化粧品ブランド、およびかつて存在した同商品を扱うノエビアの子会社である。

## 概要
1985年、アトピー肌やニキビ肌、敏感肌であっても安心して使える化粧品をコンセプトに、ノエビア傘下のトイレタリー部門企業として創業。名前は「新しい・斬新な・奇抜な」を意味する英単語「NOVEL」から名づけられた。
1986年、皮膚科医師や患者の協力を受けて最初の製品を発売。商品名は「皮膚科」を意味する英単語「DERMATOLOGY」から、「ノブD」シリーズと名づけられた。
2004年9月、同年6月30日にノエビア傘下となった常盤薬品工業に吸収合併される。

## 製品
シリーズ単位で記載。詳細なラインナップは公式サイトを参照。
- スキンケア
  - ノブIIスキンケア
  - ノブIIIスキンケア
  - ノブACスキンケア
  - ノブアクネケア
  - オプショナルケア
  - ノブウォーター
- ボディケア
  - ボディケア
  - オリゴマリン
- UVケア
- ヘアケア
- メイクアップ
  - ベースメイク
  - ポイントメイク
- ベビーケア